# 2019 van Albada
van Albada (asteroide 2019) é um asteroide da cintura principal, a 1,8701552 UA. Possui uma excentricidade de 0,1655761 e um período orbital de 1 225,54 dias (3,36 anos).
van Albada tem uma velocidade orbital média de 19,89515364 km/s e uma inclinação de 4,04753º.
Esse asteroide foi descoberto em 28 de Setembro de 1935 por Hendrik van Gent.